# Normal Magazine
Normal Magazine est anciennement une publication trimestrielle, désormais aux parutions aléatoires, consacrée à la photographie d’art contemporaine, axée sur le corps. 
Normal présente le travail des plus grands photographes contemporains et le talent de jeunes émergents, en proposant des séries exclusives,, des vidéos, une chaîne TV, des cours, des expositions,,,, des entretiens, et des livres. 
La revue, désormais au format livre, est actuellement disponible en anglais et en français sur 15 kiosques mondiaux du web, et disponible en version papier dans 10 pays,,,.

## Format collection
Cette section ne s'appuie pas, ou pas assez, sur des sources secondaires ou tertiaires indépendantes du sujet.

Pour l'améliorer, ajoutez-en, ou placez des modèles {{Source secondaire souhaitée}} ou {{Source secondaire nécessaire}} sur les passages mal sourcés. (novembre 2022)
2016. Normal inaugure sa série de "coffret collection" avec les œuvres de Gerard Rancinan. Le coffret est fourni avec un polaroid signé par l'artiste.

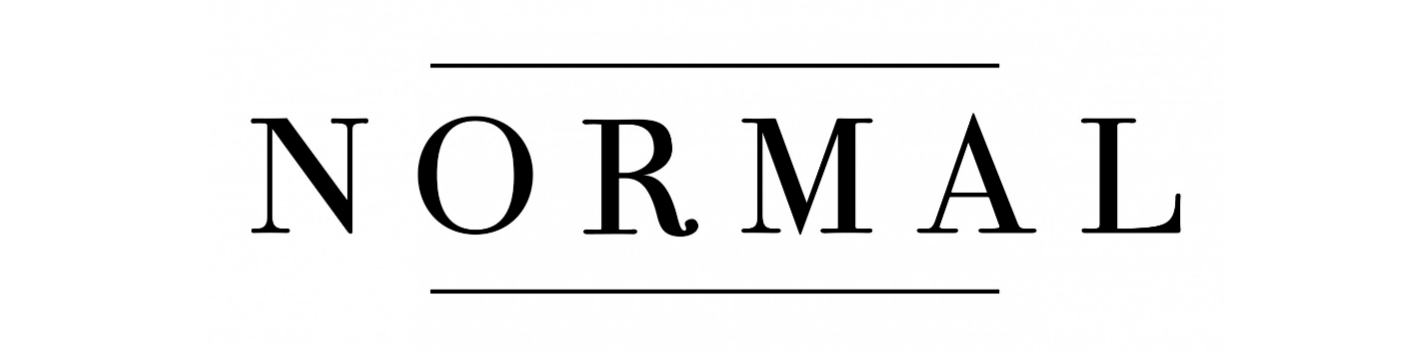

2017. Édition de "Monographie" par Stéfanie Renoma.  Livre de photographies personnelles. 144 pages, signé par l'artiste. 
2018. La poésie du mouvement, par Julien Benhamou, photographe de l'Opéra de Paris, livre d'art sur la danse, le corps et le mouvement. 260 pages 
2022. Le livre Endorphine par Laurent Benhaïm, photographie érotique de modèles fétichistes. 250 pages. 